# برونا فيلامالا
برونا فيلامالا كوستا (من مواليد 4 يونيو 2002) هي لاعبة كرة قدم إسبانية مُحترفة تلعب كمهاجمة لنادي برشلونة الإسباني.

## مسيرتها الكروية
وُلدت فيلامالا في بلدة بورغونيا في بلدية سان فيسنتي دي توريلو، وانضمت إلى نادي برشلونة عندما كانت تبلغ من العمر أحد عشر عامًا فقط.
في أكتوبر 2018، تعرّضت فيلامالا لإصابة في الرباط الصليبي الأمامي في إحدى مباريات الدوري.
ظهرت لأول مرة مع الفريق الأول لبرشلونة في 1 فبراير 2020 ضد إشبيلية بعمر 17 عامًا فقط، وكانت فيلامالا رابع أصغر لاعبة ترتدي قميص الفريق. خلال موسم 2020–21، كانت منتظمة في كشوف رواتب فريق برشلونة الأول على الرغم من أنها لا تزال تلعب في الفريق الثاني. في 18 أكتوبر 2020، سجلت هدفها الأول في الدوري الإسباني في الفوز 6–0 على سبورتنغ هويلفا. في 10 مايو 2021، سجلت هدفًا في مرمى جراناديلا في الفوز 1–0، والذي كان حاسما في تحقيق لقب الدوري الإسباني. في ذلك الموسم، أنهى برشلونة أفضل موسم في تاريخه بالفوز بألقاب الدوري الإسباني وكأس الملكة ودوري أبطال أوروبا. أنهت فيلامالا الموسم بتسجيل 12 هدفًا في الدوري الإسباني في 15 مباراة فقط، لتكون سادس أفضل هدافة في الموسم والثانية بأفضل معدّل تهديفي.
في 25 أكتوبر 2021، تعرضت فيلامالا لتمزق في الرباط الصليبي الأمامي للمرة الثانية في مسيرتها خلال مباراة ودية مع منتخب إسبانيا تحت 23 سنة. عادت للظهور مرة أخرى في 20 نوفمبر 2022 في مباراة بالدوري الإسباني ضد ديبورتيفو ألافيس.

### إحصائيات
اعتبارا 1 يوليو 2023.
| النادي          | الموسم          | الدوري          | الدوري | الدوري  | الكأس  | الكأس   | أخرى   | أخرى    | دوري الأبطال | دوري الأبطال | المجموع | المجموع |
| النادي          | الموسم          | الدرجة          | الظهور | الأهداف | الظهور | الأهداف | الظهور | الأهداف | الظهور       | الأهداف      | الظهور  | الأهداف |
| --------------- | --------------- | --------------- | ------ | ------- | ------ | ------- | ------ | ------- | ------------ | ------------ | ------- | ------- |
| برشلونة         | 2019–20         | الدرجة الأولى   | 1      | 0       | 0      | 0       | 0      | 0       | 0            | 0            | 1       | 0       |
| برشلونة         | 2020–21         | الدرجة الأولى   | 15     | 12      | 3      | 1       | 0      | 0       | 2            | 0            | 20      | 13      |
| برشلونة         | 2021–22         | الدرجة الأولى   | 5      | 3       | 0      | 0       | 0      | 0       | 2            | 0            | 7       | 3       |
| برشلونة         | 2022–23         | الدرجة الأولى   | 10     | 1       | 1      | 3       | 0      | 0       | 5            | 0            | 16      | 4       |
| المجموع الوظيفي | المجموع الوظيفي | المجموع الوظيفي | 31     | 16      | 4      | 4       | 0      | 0       | 9            | 0            | 44      | 20      |

1. ↑  المباريات في كأس السوبر الإسباني.

## مسيرتها الدولية
في عام 2018، استدعيت فيلامالا إلى المنتخب الإسباني تحت 17 سنة للمشاركة في بطولة أوروبا للسيدات تحت 17 سنة، التي أقيمت في ليتوانيا.

## الإنجازات
برشلونة
- الدوري الإسباني: 2020–21، 2021–22
- كأس الملكة: 2020–21، 2021–22
- دوري أبطال أوروبا للسيدات: 2020–21، 2022–23[11]
- كأس السوبر الإسباني: 2021–22

إسبانيا
- بطولة أمم أوروبا تحت 17 سنة: 2018

## وصلات خارجية
- برونا فيلامالا على موقع إي إس بي إن إف سي (الإنجليزية)
- برونا فيلامالا على موقع قاعدة بيانات كرة القدم.إي يو (الإنجليزية)
- برونا فيلامالا على موقع Soccerway.com (الإنجليزية)